# Beatriz de la Cueva de Alvarado
Beatriz de la Cueva de Alvarado, född 1510, död i september 1541, var Spaniens guvernör i Guatemala från juli 1541 till september 1541. Hon var den enda kvinna som innehade posten guvernör i en större koloni i det spanska koloniala Latinamerika.

## Biografi
Beatriz de la Cueva de Alvarado var brorsdotter/systerdotter till den spanske hertigen av Alburquerque. Hon gifte sig 1537 med sin före detta svåger conquistadoren Pedro de Alvarado, guvernör i Guatemala. Han hade tidigare varit gift med hennes syster Fransisca de la Cueva, som dött tio år tidigare. Paret fick inga barn.
Efter sin makes död regisserade hon valet för att själv kunna efterträda honom på posten. Som guvernör kallade hon sig själv La Sin Ventura.
Beatriz de la Cueva de Alvarado drunknade i en flod som översvämmade Ciudad Vieja under ett utbrott av vulkanen Volcán de Agua. Hon efterträddes som guvernör av sin bror Francesco de la Cueva y Villacreces.